# Antonín Dvořák
Antonín Leopold Dvořák (em tcheco/checo: antoɲiːn ˈlɛopolt ˈdvor̝aːk, Nelahozeves, 8 de setembro de 1841 — Praga, 1 de maio de 1904) foi um compositor tcheco. Dvořák frequentemente empregava ritmos e outros aspectos da música folclórica da Morávia e de sua Boêmia natal, seguindo o exemplo nacionalista da era romântica de seu antecessor Bedřich Smetana. O estilo de Dvořák tem sido descrito como "a mais completa recriação de um idioma nacional com o da tradição sinfônica, absorvendo influências folclóricas e encontrando maneiras eficazes de usá-las" e Dvořák tem sido descrito como "indiscutivelmente o mais versátil... compositor do seu tempo".
O estilo próprio de Dvořák tem sido descrito como o expoente máximo que conjugou o idioma nacional com a tradição sinfónica, integrando influências populares e encontrando formas eficazes de as utilizar.
Nascido em Nelahozeves, Dvořák desde cedo demonstrou os seus dotes musicais. O seu primeiro trabalho conhecido, Polka não-me-esqueças em Dó Maior (Polka pomněnka) terá sido escrito em 1854. Em 1859, terminou o curso de órgão em Praga. Na década de 1860, tocou como violista na Orquestra do Teatro Bohemian Provisional e deu formação em piano. Em 1873, casou-se com Anna Čermáková, e deixou a orquestra para seguir a carreira de organista de igreja. Escreveu várias composições durante este período. A música de Dvořák atraiu o interesse de Johannes Brahms, que o ajudou na sua carreira; também recebeu a ajuda do crítico Eduard Hanslick.
Depois da estreia da sua cantata Stabat Mater (1880), Dvořák visitou o Reino Unido tornado-se, aí, muito popular; a sua Sinfonia n.º 7 foi escrita para Londres. Depois de um breve período de regência em 1890 na Rússia, Dvořák foi escolhido para professor no Conservatório de Praga em 1891. No ano seguinte, Dvořák mudou-se para os Estados Unidos para ser o diretor do Conservatório Nacional de Música da América em New York City, onde também compôs. No entanto, questões relacionadas com o seu ordenado, juntamente com um crescente reconhecimento na Europa e saudades da sua terra-natal, fizeram-no regressar à Boémia. De 1895 até à sua morte, compôs, principalmente, música de câmara e operática. Quando morreu, eram vários os trabalhos por terminar.
Dentre as composições mais conhecidas de Dvořák destacam-se a Sinfonia do Novo Mundo, o Quarteto de Cordas Americano, a ópera Rusalka e o Concerto para Violoncelo em Si menor. Dos seus trabalhos menos divulgados, salientam-se o sétimo Humoresque e as Canções Que Minha Mãe Me Ensinou. Compôs óperas, música coral, várias música de câmara, concertos e outras peças orquestrais, vocais e instrumentais. É caracterizado como "sem dúvida o mais versátil... compositor do seu tempo".

## Biografia

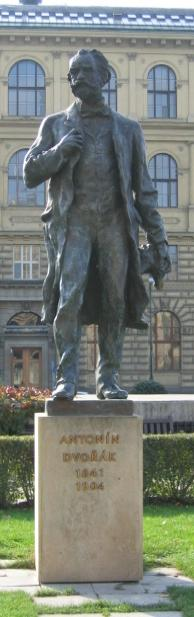
Estátua de Dvořák em Praga.

Antonín Dvořák nasceu em 8 de setembro de 1841, na aldeia boêmia de Nelahozeves, perto de Praga (então parte da Boêmia no Império Austríaco, atual República Tcheca), onde passou a maior parte de sua vida. Foi batizado na igreja católica de St. Andrew na mesma aldeia. Os anos que Dvořák passou em Nelahozeves nutriram a forte fé cristã e o amor pela sua herança boêmia que tão fortemente influenciou a sua música. Seu pai Frantisek Dvořák (1814-1894) foi um taberneiro, instrumentista profissional de cítara e açougueiro. Embora seu pai quisesse que ele também fosse um açougueiro, Dvořák passou a buscar um futuro na música. Recebeu sua primeira educação musical na escola da aldeia, onde ingressou em 1847, aos seis anos. De 1857 a 1859 estudou música na única escola para organistas de Praga e, gradualmente desenvolveu-se, tornando-se um excelente instrumentista de violino e viola. Escreveu seu primeiro quarteto de cordas quando tinha vinte anos, dois anos após a graduação.
Ao longo da década de 1860, tocou viola na Orquestra Provisória do Teatro da Boêmia, que em 1866 era regida por Bedřich Smetana. Quando tinha dezoito anos, Dvořák era um músico em tempo integral. Recebia cerca de 7,50 dólares por mês. A constante necessidade de complementar sua renda levou-o a ensinar lições de piano. Foi através dessas aulas de piano que conheceu sua esposa. A princípio, ele se apaixonou por sua pupila Josefina Čermáková, para quem ele compôs Cypress Trees. No entanto, ela nunca correspondeu a esse amor e acabou casando-se com outro homem. Em 1873, Dvořák casou-se com a irmã de Josefina, Anna.
Seu primeiro sucesso foi um hino baseado numa obra de Vítězslav Hálek, famoso poeta de seu país. Assim conseguiu a colocação de organista na Igreja de Saint-Ethelbert, que ocupou até 1877. Datam desses anos Stabat Mater e outras obras sinfónicas, vocais e, sobretudo, de câmara. Em 1875 obteve uma renda do Estado.
A obra de Dvořák conheceu um sucesso cada vez maior: surgiram as Danças eslavas (1878), Quarteto op. 51 (1879) e as primeiras sinfonias. O compositor foi diversas vezes para a Inglaterra, onde recebeu o título de doutor honoris causa da Universidade de Cambridge em 1891. Obteve o mesmo título também da Universidade de Viena e da Universidade de Praga.
Em 1892 aceitou o convite para dirigir o Conservatório de Nova York. Escreveu então algumas de suas obras mais famosas, como a Sinfonia do novo mundo (1893). No entanto, a saudade de seu país fez com que o compositor retornasse para o lugar de professor de composição que obtivera em 1891.
A obra de Dvořák constitui uma síntese do pós-romantismo alemão de Brahms (que o admirava) e da tradição folclórica eslava.
Na relação de suas obras encontram-se nove sinfonias, um concerto para piano, um concerto para violino, um concerto para violoncelo (o mais famoso dos seus concertos), poemas sinfónicos (O espírito das águas, Meu Lar, Waldesruhe), aberturas (Othello, Na natureza, Trágica), danças sinfônicas, suites (Tcheca, Americana) e as danças checas.

## Estilo
Muitas das composições de Dvořák, como as Danças Eslavas e sua vasta coleção de canções, foram diretamente inspiradas pela música tradicional tcheca, morávia e outras músicas eslavas. Como base para suas obras, Dvořák frequentemente utilizava formas de danças folclóricas eslavas, incluindo a skočná; a furiant, a sousedská e a špacirka boêmias; o odzemek eslovaco; a mazurca e a polonesa polonesas; o Kolo iugoslavo; e formas de canções folclóricas dos povos eslavos, incluindo a dumka ucraniana. Suas 16 Danças Eslavas, Op. 46, que lhe trouxeram ampla reputação, e Op. 72, incluem pelo menos uma de cada uma dessas formas. Ele também escreveu uma Polonesa orquestral (1879). Ele nomeou o terceiro movimento de sua 6ª Sinfonia como "Scherzo (Furiant)". Seu Trio Dumky é uma de suas obras de câmara mais conhecidas e é nomeado em homenagem à Dumka, um gênero tradicional eslavo e polonês. Suas principais obras refletem sua herança e amor por sua terra natal. Dvořák seguiu os passos de Bedřich Smetana, o criador do estilo musical tcheco moderno.
Dvořák era admirador da música de Wagner desde 1857. No final da vida, ele disse que Wagner "era um gênio tão grande que era capaz de fazer coisas que estavam além do alcance de outros compositores". Wagner influenciou especialmente as óperas de Dvořák, mas também algumas peças orquestrais. Segundo Clapham, o tema do Andante Sostenuto de sua quarta sinfonia "poderia quase ter saído diretamente de Tannhäuser".
A partir de 1873, o estilo de Dvořák estava "movendo-se constantemente na direção dos modelos clássicos". Para ser mais específico sobre "modelos clássicos", em 1894, Dvořák escreveu um artigo no qual afirmou que os compositores do passado que mais admirava eram Bach, Mozart, Beethoven e Schubert.

## Obras
Dvořák foi um compositor muito talentoso, tanto o foi que Brahms fez o seguinte comentário: "Fico fora de mim de inveja, com as ideias que ocorrem tão naturalmente a esse camarada". De fato, Dvořák tinha a capacidade de inventar belos temas e incorporar harmonias complexas às obras que finalmente, faziam muito bem aos ouvidos. Ele impressionou a Brahms de tal maneira, que se pode reparar que suas sinfonias têm a influência marcante de Dvořák.
Um exemplo claro sobre esta influência pode ser notado na quarta sinfonia de Brahms de 1884/1885. Ela possui as formas tão características nas sinfonias do compositor tcheco, inclusive o tema inicial do quarto movimento é um "plágio" do tema inicial do quarto movimento da sexta sinfonia (1880) de Dvořák. Só neste aspecto vê-se claramente o quanto forte foi a influência de um sobre o outro.
É difícil sair de uma audição de obras de Dvořák sem que uma melodia ou outra não fique "insistindo" na mente. Mas Dvořák não banalizava as belas melodias, cada tema tinha uma importância estética na composição e ele não exagerava na imposição delas. Sua habilidade estava nas perfeitas transposições entre um tema e outro.
Grande contrapontista, Dvořák elaborava três ou quatro vozes conversando ao mesmo tempo com uma harmonia perfeita. Grande orquestrador, tinha no brilho e no colorido instrumental as características mais marcantes, apesar de que suas obras principalmente as sinfonias, estejam predominantes as cordas. Instrumentos como flautas, oboés, clarinetes e fagotes entram como coadjuvantes às cordas dando um agradável ar eslavo, não esquecendo que ele gostava bastante das percussões e da música intensa e forte.
Sobre as sinfonias, com exceção da terceira que possui apenas 3 movimentos, as outras 8 sinfonias de Dvořák têm 4 movimentos, geralmente um allegro, um adagio, um scherzo e outro allegro. Elas seguem mais ou menos um mesmo padrão formal, um pouco diferente da forma-sonata: nos seus primeiros e últimos movimentos são formados de três partes: Uma exposição de temas, uma reexposição dos mesmos temas nas mesmas sequências de compasso com pequenas alterações orquestrais e finalmente o desenvolvimento dos temas apresentados anteriormente, apresentando também novos temas.
O segundo movimento geralmente é um adágio, com pontos fortes novamente nas belas melodias e em momentos em que a orquestra parece esquecer o tema lento e carregado, de repente explodindo em acordes fortes, notadas principalmente nas sinfonias de número 2, 6, 7 e 9.
O terceiro movimento geralmente é um scherzo. São movimentos bastante interessantes do ponto de vista contrapontísticos, onde sobressaem os instrumentos de percussão, as madeiras e é claro, as cordas. Uma curiosidade sobre o scherzo da Sinfonia n.9: O tema de abertura deste movimento é claramente uma homenagem ao segundo movimento da Nona Sinfonia de Beethoven.
As nove sinfonias são obras primas do conjunto sinfônico romântico do século XIX.
Elas mantêm certo conservadorismo, não se notam mudanças formais entre uma obra e outra (diferente de Beethoven, que reinventava a sinfonia em cada criação). Talvez Dvořák não tenha sido um inovador da forma, mas sim um grande idealizador da ideia musical. Ele sabia como criar horas de música cativante.

### Sinfonias
- Sinfonia No. 1 em Dó maior "Os Sinos de Zlonice"
- Sinfonia No. 2 em Si bemol maior, Op. 4
- Sinfonia No. 3 em Mi# maior, Op. 10
- Sinfonia No. 4 em Ré menor, Op. 13
- Sinfonia No. 5 em Fá maior, Op. 76
- Sinfonia No. 6 em Ré maior, Op. 60
- Sinfonia No. 7 em Ré menor, Op. 70
- Sinfonia No. 8 em Sol maior, Op. 88
- Sinfonia No. 9 em Mi menor "Do Novo Mundo", Op. 95

### Óperas
- Alfred (unpublished), 1870
- O rei e o carvão (Král a uhlíř), 1871, recomposta 1874, revisada 1887, Op.14
- Os amantes teimosos (Tvrdé palice), 1874, Op.17
- Vanda, 1875, revisada 1879 and 1883, Op.25
- O camponês astuto (Šelma sedlák), 1877, Op.35
- Dimitrij, 1881/1882, revisada 1883, 1885, 1894/1895, Op.64
- O jacobino, 1887/1888, revisada 1897, Op.84
- O diabo e Catalina (Čert a Káča), 1898/1889, Op.112
- Rusalka, 1901, Op.114
- Armida, 1902/1903, Op.115

## Estudantes de Dvořák
- Will Marion Cook
- William Arms Fisher
- Rudolf Friml
- Rubin Goldmark
- Harvey Worthington Loomis
- Oskar Nedbal
- Vítězslav Novák
- Harry Rowe Shelley
- Maurice Arnold Strothotte
- Herma Studeny
- Josef Suk
- John Stepan Zamecnik

## Legado

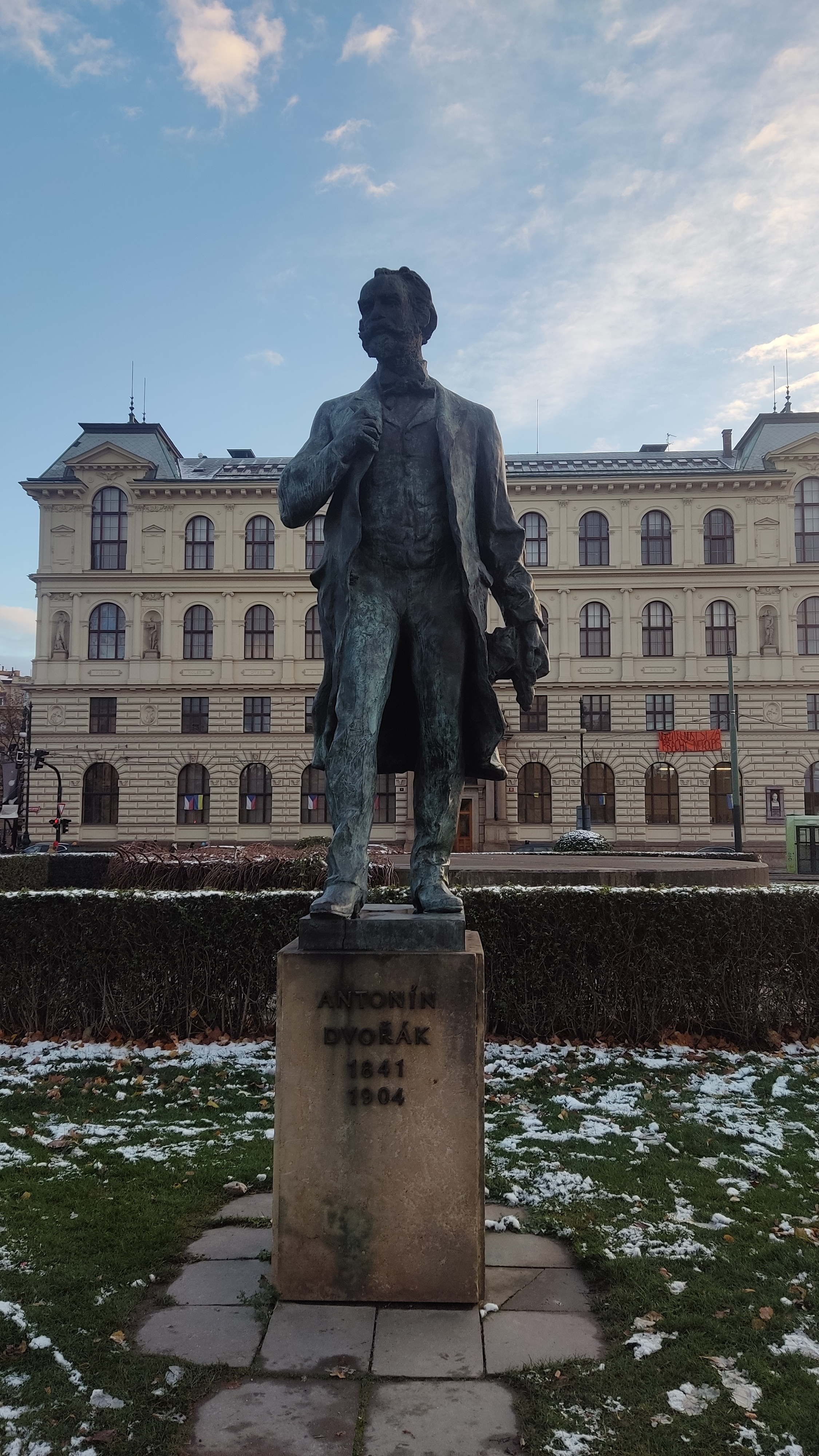
Estátua de Antonín Dvořák em Praga

"Largo" de Dvořák da Sinfonia do Novo Mundo foi uma das várias peças executadas em um campo de internamento japonês em Sumatra por uma orquestra vocal composta por prisioneiras de guerra em 27 de dezembro de 1943.
O filme de 1980 Concert at the End of Summer é baseado na vida de Dvořák. Dvořák foi interpretado por Josef Vinklář. O telefilme de 2012 The American Letters foca na vida amorosa de Dvořák. Dvořák é interpretado por Hynek Čermák. Ian Krykorka escreveu uma série de livros infantis baseados em algumas óperas de Dvořák. Josef Škvorecký escreveu Dvorak in Love sobre sua vida na América como diretor do Conservatório Nacional de Música.
O asteroide 2055 Dvořák, descoberto por Luboš Kohoutek, foi nomeado em sua homenagem.
Dvořák também era um ávido observador de trens, coletando os números dos motores dos trens expressos de Praga para Viena e Dresden e também passou um tempo considerável com trens vigiados de perto em Nova York. Dizia-se que ele encontrava muita inspiração neles em suas composições.